# روزهای ژوئیه
روزهای ژوئیه (روسی: Июльские дни)دوره ناآرامی در پتروگراد، روسیه، بین ۱۶ تا ۲۰ ژوئیه [ O.S. ۳–۷ ژوئیه] ۱۹۱۷ بود. مشخصه آن تظاهرات مسلحانه خودجوش سربازان، ملوانان و کارگران صنعتی بود که علیه دولت موقت روسیه
درگیر بودند. تظاهرات خشمگین تر و خشونت آمیزتر از تظاهرات ماه‌های قبل از انقلاب فوریه بود.
دولت موقت، بلشویک‌ها را به خاطر خشونت‌های ناشی از روزهای ژوئیه سرزنش کرد و در سرکوب متعاقب آن حزب بلشویک متلاشی شد و بسیاری از رهبران آن دستگیر شدند. ولادیمیر لنین به فنلاند گریخت، در حالی که لئون تروتسکی در میان دستگیرشدگان بود.
نتیجه روزهای ژوئیه نشان دهنده کاهش موقتی در رشد قدرت و نفوذ بلشویک‌ها در دوره قبل از انقلاب اکتبر بود.

## پیش زمینه

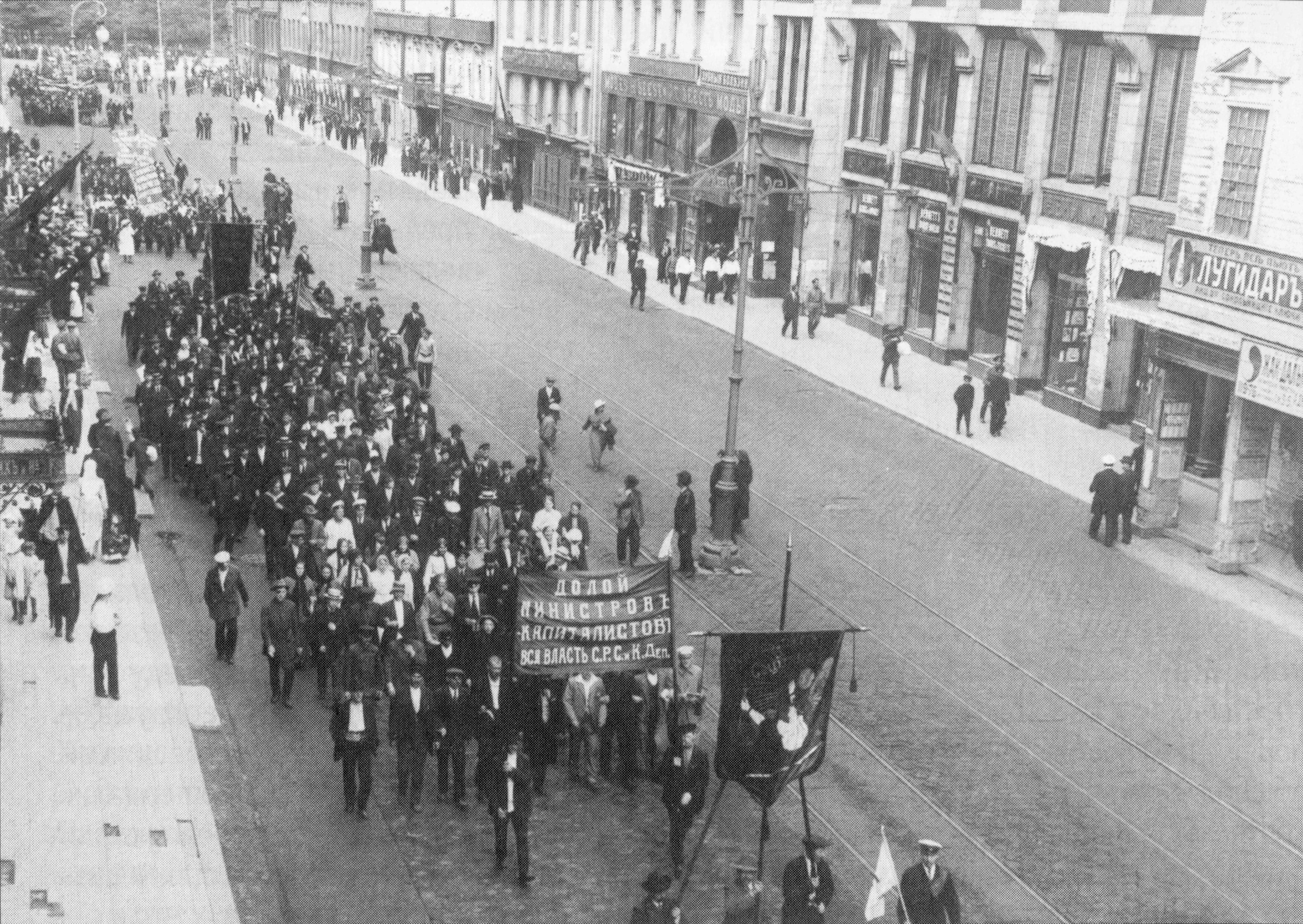
تظاهرات در پی روزهای ژوئیه

توجه: تاریخ‌های ارائه شده در این مقاله به گاه‌شماری ژولینی اشاره دارد که تا ۱۴ فوریه  [ O.S. ۱ فوریه] ۱۹۱۸در روسیه استفاده می‌شد.

### پشتیبانی فزاینده از حزب بلشویک
در آوریل ۱۹۱۷، لنین تزهای آوریل خود را ارائه کرد و اعلام کرد که طبقه کارگر باید بورژوازی را سرنگون کند، دولت موقت را برکنار کند و قدرت را به دست گیرد. اگرچه ایده لنین در ابتدا با خشم شدید روبرو شد، اما ایده قیام مسلحانه طبقه کارگر روز به روز محبوبتر شد.در ماه ژوئیه، اعضای بیرون از بدنه رهبری بلشویک‌ها به ویژه از سرنگونی دولت موقت که آن را بورژوا می‌دانستند صحبت کردند.
اندکی پس از سخنرانی لنین، در ۱۸ آوریل ۱۹۱۷، از طریق یک یادداشت دیپلماتیک ارسال شده توسط پاول میلیوکف فاش شد که دولت موقت از ادامه جنگ حمایت می‌کند، حتی اگر علناً خلاف آن را ادعا می‌کرد. در نتیجه تظاهرات گسترده نارضایتی مردم روسیه برپا شد. پس از این تظاهرات، دولت موقت، که در آن زمان عمدتاً از لیبرال‌ها تشکیل می‌شد، برای اضافه کردن سوسیالیست-انقلابی‌ها تغییر کابینه داد و یک دولت ائتلافی ایجاد کرد.
بلشویک‌ها با امتناع از شرکت در ائتلاف، تنها جناح سوسیالیستی بودند که از این رویدادها که به عنوان بحران آوریل شناخته می‌شود بیرون آمدند.در نتیجه، بلشویک‌ها از جانب سربازان، که به‌طور فزاینده ای از دولت موقت ناامید شده بودند، حمایت زیادی به دست آوردند.
پس از وقایع آوریل، حزب بلشویک عمدتاً در میان سربازان و کارگران مورد حمایت قرار گرفت، زیرا بلشویک‌ها به شدت از دولت موقت انتقاد می‌کردند. دهقانان بیشتر از سوسیالیست-انقلابی‌ها حمایت می‌کردند که بیشتر بر مسئله اصلاحات ارضی و توزیع تمرکز داشتند.
همچنین در پایگاه دریایی کرونشتات که بیشتر تحت نفوذ بلشویک‌ها و آنارشیست‌ها بود، نگرانی شدیدی برای دولت موقت ایجاد کرد. از همان ماه مه ۱۹۱۷، شورای کرونشتات به مقام اصلی شهر تبدیل شد. نقش مهمی در انتقال ملوانان کرونشتات به طرف بلشویک‌ها، در آن زمان، توسط فئودور راسکولنیکوف، نایب رئیس شورای کرونشتات ایفا شد.
یک ادعای توطئه معمول برای توضیح مشکلاتی که روسیه با آن روبرو بود خرابکاری از سوی «ضد انقلابیون» بود، برچسبی که بسته به متهم کننده، تعریف آن تغییر کرد. بلشویک‌ها احساسات ضدسرمایه‌داری سوسیالیستی را در نظر گرفتند و این سوء ظن را به متحدان بریتانیا و فرانسه به عنوان یکی از راه‌هایی برای توضیح اینکه چرا دولت «بورژوازی» به دخالت روسیه در جنگ غیرمردمی ادامه می‌دهد، گسترش دادند. نارضایتی فزاینده از انفعال دولت موقت در مورد اصلاحات ارضی، اصلاحات صنعتی، توقف جنگ و کمبود مواد غذایی منجر به تقاضای فزاینده برای یک دولت کاملاً سوسیالیستی شد. مطالبات با استفاده از شعار مردمی از آوریل، «تمام قدرت به شوراها» با حمایت حزب بلشویک و تزهای آوریل لنین، افزایش یافت.

### یورش کرنسکی
در اواخر ژوئن ۱۹۱۷، در یک اقدام برای تقویت پشتیبانی جهت چالش بردن جنگ، وزیر جنگ وقت الکساندر کرنسکی مجوز حمله نظامی به جبهه شرقی را صادر کرد.
یورش در ۱۸ ژوئن ۱۹۱۷ آغاز شد و تا ۶ ژوئیه ۱۹۱۷، مصادف با روزهای ژوییه، ادامه یافت.سربازان روسی در ابتدا شاهد پیروزی بر نیروهای اتریش مجارستانی بودند که توانستند آنها را غافلگیر کنند، اما نیروهای آلمانی به زودی یک ضد حمله را آغاز کردند که ارتش روسیه را ویران کرد. این یورش در داخل با نارضایتی و نارضایتی شدید روبرو شد و نتیجه معکوس با آنچه دولت در نظر داشت ایجاد کرد. به جای ایجاد حمایت از دولت موقت، بی نظمی در جبهه ادامه یافت و نارضایتی از دولت و سیاست‌های فاجعه بار آن افزایش یافت.
به دلیل وضعیت ائتلاف ایجاد شده توسط وقایع آوریل، تنها جناح سیاسی که با حمله مخالفت کرد بلشویک‌ها بودند.

### بحران دولت
منتهی به روزهای ژوییه، دولت موقت با بحرانی مواجه شد که منجر به تغییر ساختار دولت شد.
حزب لیبرال حزب دموکراتیک مشروطه در مواجهه با ناکامی‌های دولت، از سیاست‌های ناکارآمد و کوتاهی در اقدامات آن انتقاد کرد. در ۲ ژوئیه، چهار وزیر حزب دموکراتیک مشروطه به نشانه اعتراض از دولت ائتلافی خارج شدند و دولت موقت عمدتاً از سوسیالیست‌های چپ میانه‌رو تشکیل شده بود. برای افزودن بیشتر به بحران دولت، نخست‌وزیر گئورگی لووف به دولت اعلام کرد که قصد دارد در ۷ ژوئیه نیز استعفا دهد.

## تظاهرات
صبح روز ۳ ژوئیه ۱۹۱۷، اولین هنگ مسلسل تظاهراتی را برای انجام در اواخر همان روز برنامه‌ریزی کرد. آنها با کمک فعالان بلشویک کمیته ای را برای کمک به تفویض منابع و جمع‌آوری حمایت انتخاب کردند. در شامگاه ۳ ژوئیه تظاهرات در پتروگراد آغاز شد. به رهبری اولین هنگ مسلسل، سربازان مسلح در خیابان‌ها راهپیمایی کردند و کارگران و سایر لشکر سربازان به آنها هنگامی که به سرعت به سمت کاخ تاوری می‌رفتند، پیوستند. این تظاهرکنندگان با شعار «تمام قدرت برای شوراها» راهپیمایی کردند و از این گروه خواستند که نه تنها قدرت آنها را تصاحب کند بلکه از آنها استفاده کند. در طول روز، سربازان تفنگ‌های خود را به سمت هوا شلیک می‌کردند و خودروها را هدایت می‌کردند.
روز بعد، ۴ ژوئیه، تظاهرات ادامه یافت و سربازان و کارگران بیشتری از جمله یک لشکر از یک پایگاه دریایی نزدیک به آن پیوستند. تظاهرکنندگان همچنین خشونت به خرج دادند و به آپارتمان‌ها و عابران ثروتمند حمله کردند. جمعیت بیرون از کاخ تاوری خواستار ملاقات یک مقام دولتی شدند و رهبران شوروی ویکتور چرنوف را بیرون فرستادند. هنگامی که او سعی کرد جمعیت را آرام کند، در عوض او را گرفتند و یکی از معترضان فریاد معروفی زد: "پسره عوضی، وقتی قدرت را به دست تو دادند، قدرت را بگیر!"جمعیت همچنان به گروگان گرفتن چرنوف ادامه داد تا اینکه تروتسکی از میان جمعیت عبور کرد و از جمعیت خواست که او را آزاد کنند، که آنهارهایش کردند.
معترضان که اکثر آنها از طرفداران بلشویک بودند، سعی در جذب حمایت از طرف حزب بلشویک بودند. اما هنگامی که آنها در نزدیکی مقر بلشویک‌ها جمع شدند، لنین در ابتدا از دیدن آنها خودداری کرد. در پایان، او به سادگی یک سخنرانی کوتاه بسنده کرد، اما از حمایت خود از آنها خودداری کرد، و طولی نکشید که پس از عدم حمایت حزب بلشویک. بدون هیچ رهبری برای حمایت از آنها، معترضان به زودی متفرق شدند
در نیمه شب سوم ژوئیه، رهبران شوروی یک جلسه غیرعلنی تشکیل دادند و اجماع بر این بود که احتمالاً مجبور نخواهند شد قدرت را در دست بگیرند. آنها همچنین بلشویک‌ها را برای تظاهرات سرزنش کردند، اگرچه مشخص نیست که آیا حزب بلشویک واقعاً کل رویداد را سازماندهی کرده‌است یا اینکه صرفاً یک تظاهرات خودجوش بود که اتفاقاً حامیان بلشویک را نیز شامل می‌شد. در هر دو صورت، حزب بلشویک از حمایت آشکار از تظاهرات خودداری کرد.
مقامات نظامی نیروهایی را علیه تظاهرکنندگان اعزام کردند که منجر به دستگیری بسیاری و احتمالاً صدها کشته بر اثر خشونت در خیابان‌ها شد. حزب سوسیالیست انقلابی و منشویک‌ها از اقدامات تنبیهی علیه شورشیان حمایت کردند. آنها شروع به خلع سلاح کارگران، انحلال واحدهای نظامی انقلابی و دستگیری کردند. در ۵–۶ ژوئیه دفاتر و کارخانه چاپ پراودا و مقر کمیته مرکزی بلشویک‌ها ویران شد. در ۷ ژوئیه دولت موقت دستور دستگیری لنین را صادر کرد که مجبور به مخفی کاری شد. در ۸ ژوئیه نیروهای وفادار به رژیم از جبهه وارد پتروگراد شدند.